# STS-30
是历史上第二十九次航天飞机任务，也是亚特兰蒂斯号航天飞机的第四次太空飞行。該次任務是為了發射麥哲倫號金星探測器。

## 任务成员
- 大卫·沃克（David M. Walker，曾执行、以及任务），指令长
- 唐纳德·格拉比（Ronald J. Grabe，曾执行、以及任务），飞行员
- 诺曼·萨加德（Norman E. Thagard，曾执行、以及任务），任务专家
- 玛丽·克利夫（Mary L. Cleave，曾执行以及任务），任务专家
- 马克·李（Mark C. Lee，曾执行、以及任务），任务专家